# Dwars door de Vlaamse Ardennen
Das Straßenradrennen Dwars door de Vlaamse Ardennen (zu deutsch Quer durch die flämischen Ardennen) war ein Eintagesrennen in Belgien. Es fand um die Stadt Erpe-Mere in der Region Ostflandern statt. 
2014 wurde es erstmals ausgetragen. Es war Teil der UCI Europe Tour und dort in der UCI-Kategorie 1.2 eingestuft. 

## Sieger
- 2018  Robby Cobbaert
- 2017  Cameron Meyer
- 2016  Timothy Dupont
- 2015  Stijn Steels
- 2014  Dimitri Claeys